# Izrael Poznański

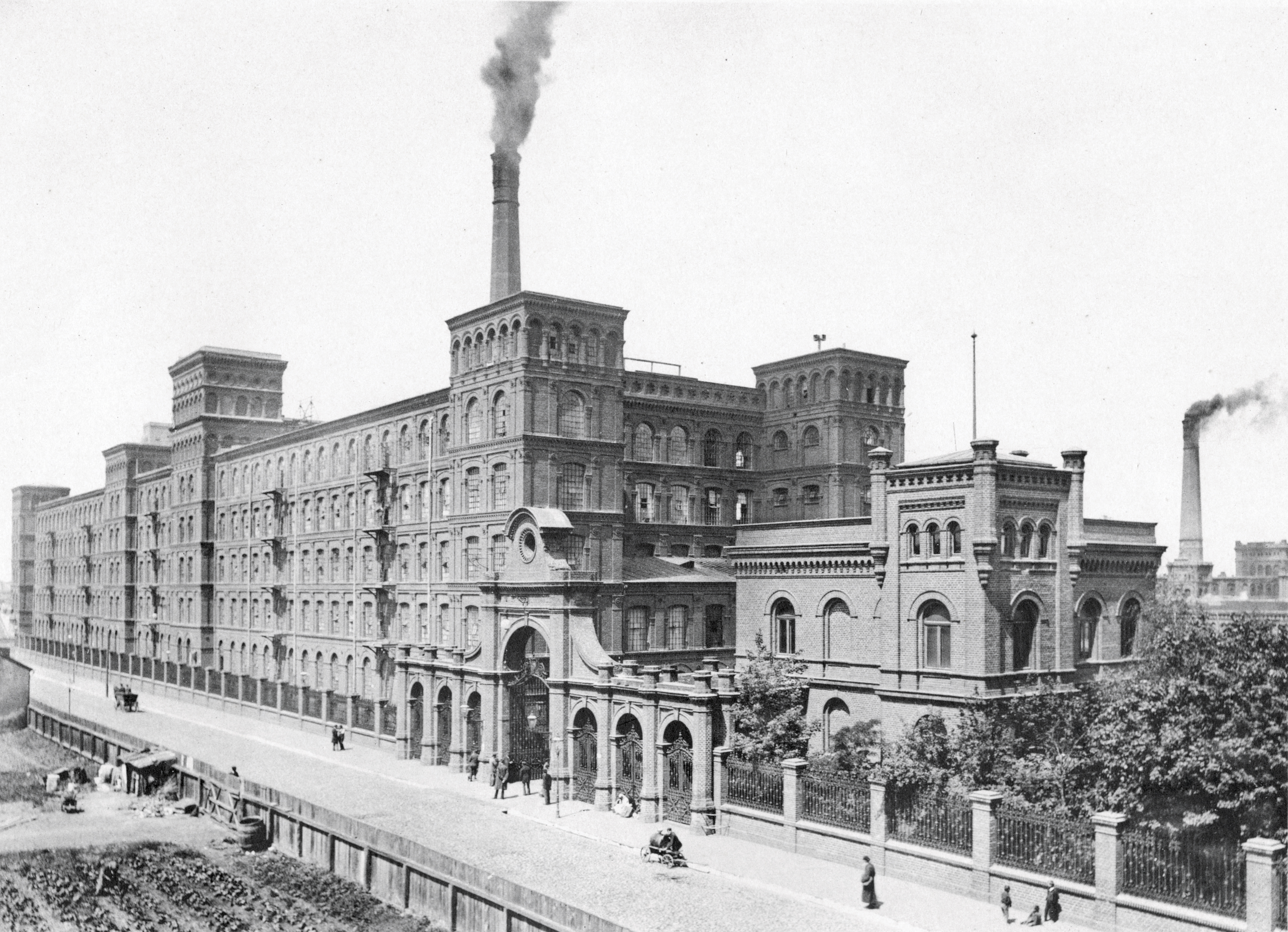
Fabryka Izraela Poznańskiego, ok. 1895

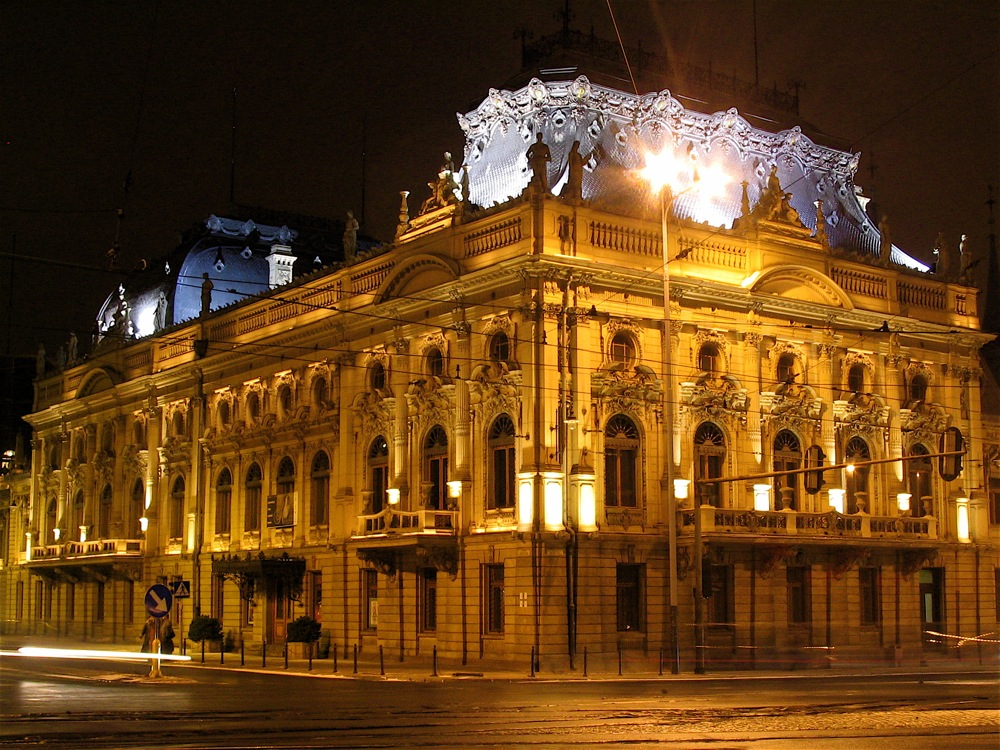
Pałac Izraela Poznańskiego
(grudzień 2005)

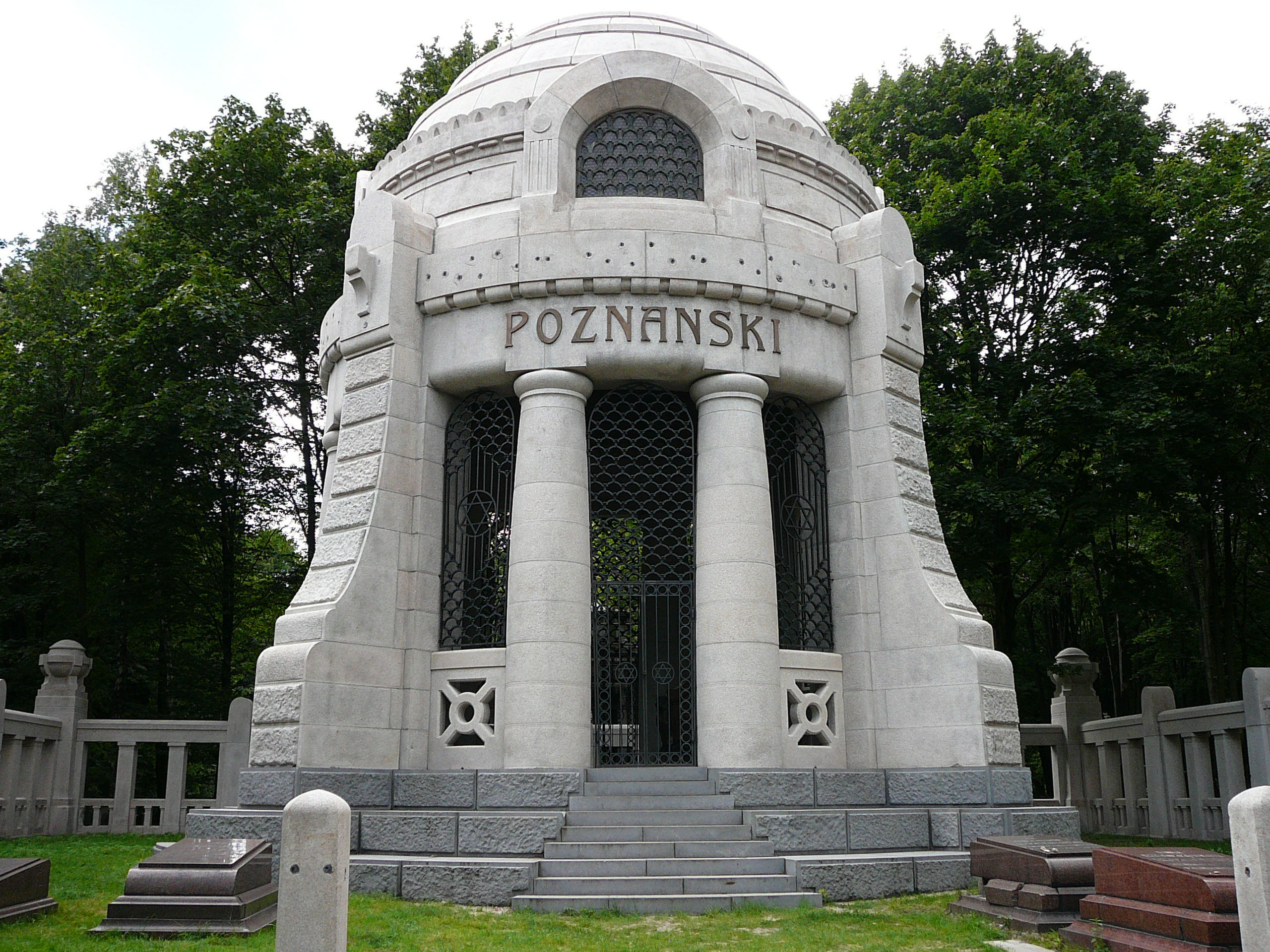
Mauzoleum Izraela Poznańskiego na cmentarzu żydowskim w Łodzi

Izrael Kalmanowicz Poznański, jid. ישראל פאזנאנסקי (ur. 25 sierpnia 1833 w Aleksandrowie Łódzkim, zm. 29 kwietnia 1900 w Łodzi) – żydowski przemysłowiec działający na terenie dzisiejszej Polski. Zaliczany razem z Ludwikiem Geyerem i Karolem Scheiblerem do trzech łódzkich „królów bawełny”.

## Życiorys

### Lata młodości
Był wnukiem kramarza Izaaka z miasta Kowala na Kujawach i najmłodszym synem kupca Kalmana (któremu nadano nazwisko Poznański) oraz Małki z Lubińskich. W 1825 roku 40-letni Kalman Poznański z żoną, dziećmi, parobkiem i służącą osiedlili się w Aleksandrowie Łódzkim. W rok po urodzeniu się Izraela (1834) rodzina Poznańskich, jako dość zamożna, przeniosła się z Aleksandrowa Łódzkiego do Łodzi, gdzie ojciec nabył prawo handlu towarami łokciowymi, czyli tkaninami bawełnianymi i tkaninami lnianymi, oraz zbudował pierwszą piętrową kamienicę na Starym Mieście – prowadził tam także kram z tkaninami i artykułami korzennymi.
W Łodzi Izrael Poznański skończył szkołę elementarną i tzw. progimnazjum. Przyszły multimilioner fachu przedsiębiorcy uczył się od podstaw. W wieku kilkunastu lat zbierał stare materiały, jeżdżąc rozklekotanym wózkiem, ciągniętym przez zabiedzonego konia (później niechętni bogaczowi twierdzili, że nie miał wówczas konia, a do wózka zaprzęgał psy). W wieku siedemnastu lat (1851) ożenił się z Leonią Hertz, córką Mojżesza Hertza, zamożnego kupca z Warszawy. W intercyzie Izrael został przedstawiony jako „majster profesji tkackiej” wnoszący do małżeństwa manufakturę wartą 500 rubli. Żona Leonia wniosła mu w posagu sklep handlujący towarami łokciowymi w Warszawie.

### Początek kariery
W grudniu 1852 Izrael Poznański przejął od ojca zarząd rodzinnej firmy kupieckiej. Później systematycznie poszerzał działalność: w 1859 jego zakład produkował materiały warte 6 tys. rubli, a w 1868 – 23 tys. rubli. W 1871 rozpoczął, trwające do 1892, skupowanie działek przy ul. Ogrodowej 17–23, na których zamierzał postawić kompleks przemysłowy. W 1872 powstał tu pierwszy obiekt fabryczny – tkalnia mechaniczna o dużej wydajności (200 krosien mechanicznych).

### Rozwój przedsiębiorstwa
W kolejnych latach nastąpiła szybka rozbudowa zakładów, która objęła:
- 1874/1875 – powiększenie tkalni, budowę bielnika i wykończalni;
- 1877 – budowę olbrzymiego gmachu przędzalni;
- 1878 – własne warsztaty mechaniczne;
- 1880 – szpital fabryczny (Szpital Św. Józefa, obecnie im. Radlińskiego) przy ul. Drewnowskiej 75;
- 1885–1890 – „Szpital Starozakonnych”, obecnie Klinika Endokrynologii Uniwersyteckiego Szpitala Klinicznego nr 2 Uniwersytetu Medycznego w Łodzi przy ul. Sterlinga 1/3;
- 1887 – farbiarnię, wykończalnię i centralną kotłownię;
- 1890, 1895 – kolejne tkalnie;
- 1893 – odlewnię żeliwa;
- 1895–1897 – wielkie magazyny bawełny przy Starym Cmentarzu.

29 października 1889 firma została przekształcona w spółkę akcyjną, podobnie jak inne łódzkie przedsiębiorstwa bawełniane. Oficjalna nazwa zakładów brzmiała: „Towarzystwo Akcyjne Wyrobów Bawełnianych I. K. Poznańskiego w Łodzi”. Rozrastające się zakłady Poznańskiego zatrudniały z biegiem lat coraz więcej pracowników: w 1865 – 70 robotników, w 1879 – 426 robotników, w 1906 przeciętny stan zatrudnienia wynosił 6800 ludzi.
W 1883 roku w fabryce Poznańskiego wybuchł strajk na tle pogarszających się warunków pracy. Dniówka trwała wówczas 16 godzin, od 5 rano do 9 wieczorem, a dodatkowo Izrael Poznański wprowadził nakaz pracy w dni świąteczne. Miało to obowiązywać od 15 sierpnia, czyli począwszy od święta Matki Boskiej Zielnej. Złamanie nakazu kosztowało pracownika do 3 rubli. Protestujących spacyfikowała policja i sotnia kozaków, z fabryki usunięto 50 osób. W lutym 1884 Poznański ukarał finansowo robotników, którzy protestowali przeciwko pracy w święto Matki Boskiej Gromnicznej. Jednego z robotników uderzył. W 1891 pełnomocnik inspektora fabrycznego meldował, że w fabryce Poznańskiego płaci się relatywnie najmniej w Łodzi, a kary spotykające tkaczy są najwyższe. W czasie buntu łódzkiego w 1892 w biurze fabryki Poznańskiego mieściło się tymczasowe biuro śledcze, gdzie poniżano i bito strajkujących pracowników, by następnie bez udowodnienia winy usunąć ich z fabryki.
W 1884 Izrael Poznański nabył dobra Nieznanowice w ówczesnym powiecie włoszczowskim. Wybudował tam fabrykę krochmalu dla potrzeb własnych zakładów w Łodzi. Zatrudniała ona 140 robotników. Wzniósł ponadto dwukondygnacyjny pałac wzorowany na klasycystycznych rezydencjach. Latem 1889 pożar strawił fabrykę doszczętnie, a straty w nieubezpieczonym majątku ruchomym oszacowano na 60 000 rubli. W 1910 pałac i resztę nieznanowickiego majątku Poznańscy sprzedali rodzinie Karskich.
Izrael Poznański zmarł 29 kwietnia 1900 i dwa dni później został pochowany w grobowcu rodzinnym na nowym cmentarzu żydowskim w Łodzi. W roku śmierci jego majątek wynosił 11 mln rubli. I wojna światowa przyniosła przedsiębiorstwu Poznańskiego duże straty. Kolejne pokolenia zarządzały firmą do lat 30. XX wieku, kiedy zadłużone przedsiębiorstwo przejęła Banca Commerciale Italiana.

### Działalność charytatywna
W życiorysie Poznańskiego zaobserwować można wyraźną przemianę: początkowo znany był jako bezwzględny pracodawca, niedbający o bezpieczeństwo pracowników. W jego fabrykach dochodziło do licznych wypadków kończących się kalectwem lub śmiercią. Jednak pod koniec swojego życia niespodzianie zaangażował się w działalność charytatywną, budował sierocińce, szkoły dla biednych i szpitale. Był m.in. fundatorem ikonostasu w budowanej katedrze prawosławnej. W październiku 1884, za gorliwość okazaną przy dziele budowy cerkwi św. Aleksandra Newskiego w Łodzi przy ul. Widzewskiej (obecnie ul. Kilińskiego 56), Izrael Poznański został odznaczony Orderem Świętego Stanisława III klasy. W marcu 1895 otrzymał Order Świętej Anny III klasy. W 1891 ufundował terakotową posadzkę budowanego na pl. Kościelnym w Łodzi kościoła Wniebowzięcia Najświętszej Maryi Panny, wykonaną przez niemiecką firmę Villeroy & Boch z Mettlach. W połowie lat 90. XIX w. sfinansował ponadto ⅓ kosztu budowy dużych organów w tymże kościele. 18 lutego 1895 przekazał notarialnie 100 000 rubli na rzecz przekształcenia łódzkiej Wyższej Szkoły Rzemieślniczej w szkołę techniczną. W latach 1899–1900 był prezesem Łódzkiego Żydowskiego Towarzystwa Dobroczynności, które było m.in. jego inicjatywą.

## Życie prywatne
Poznański miał z żoną Leonią siedmioro dzieci:
- czterech synów – Ignacego, Hermana, Karola i Maurycego;
- trzy córki – Annę (Ajdlę, późniejszą żonę Jakuba Hertza), Joannę Natalię (późniejszą żonę Zygmunta Lewińskiego) i Felicję (Fajgę, zmarłą w niemowlęctwie).

## Izrael Poznański w kulturze
- Na postaci Izraela Poznańskiego częściowo wzorowany jest Maks Aszkenazy z powieści Bracia Aszkenazy Israela Joszuy Singera oraz Szaja Mendelsohn z Ziemi obiecanej Władysława Reymonta[22].
- W maju 2016 Teatr Wielki w Łodzi ogłosił konkurs na napisanie opery o Izraelu Poznańskim pt. Człowiek z Manufaktury do libretta Małgorzaty Sikorskiej-Miszczuk[23]. 5 stycznia 2017 odbyło się pierwsze publiczne wykonanie fragmentów konkursowych opery. Zwycięzcą konkursu został Rafał Janiak. Światowa prapremiera jego dzieła, planowana pierwotnie na listopad 2018, odbyła się 2 lutego 2019[24][25][26].

## Galeria

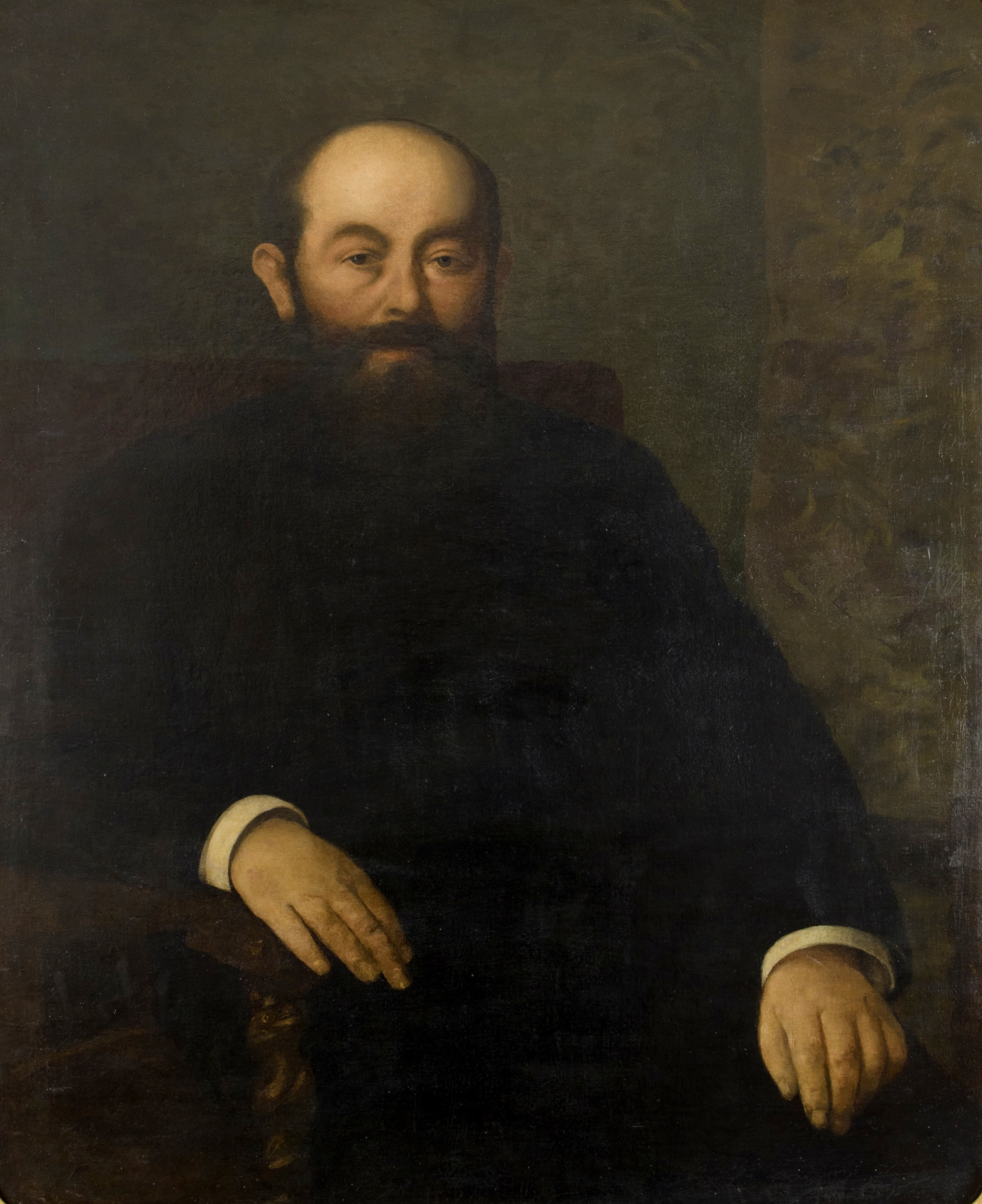
Stanisław Heyman – Portret Izraela Kalmanowicza Poznańskiego (1891)
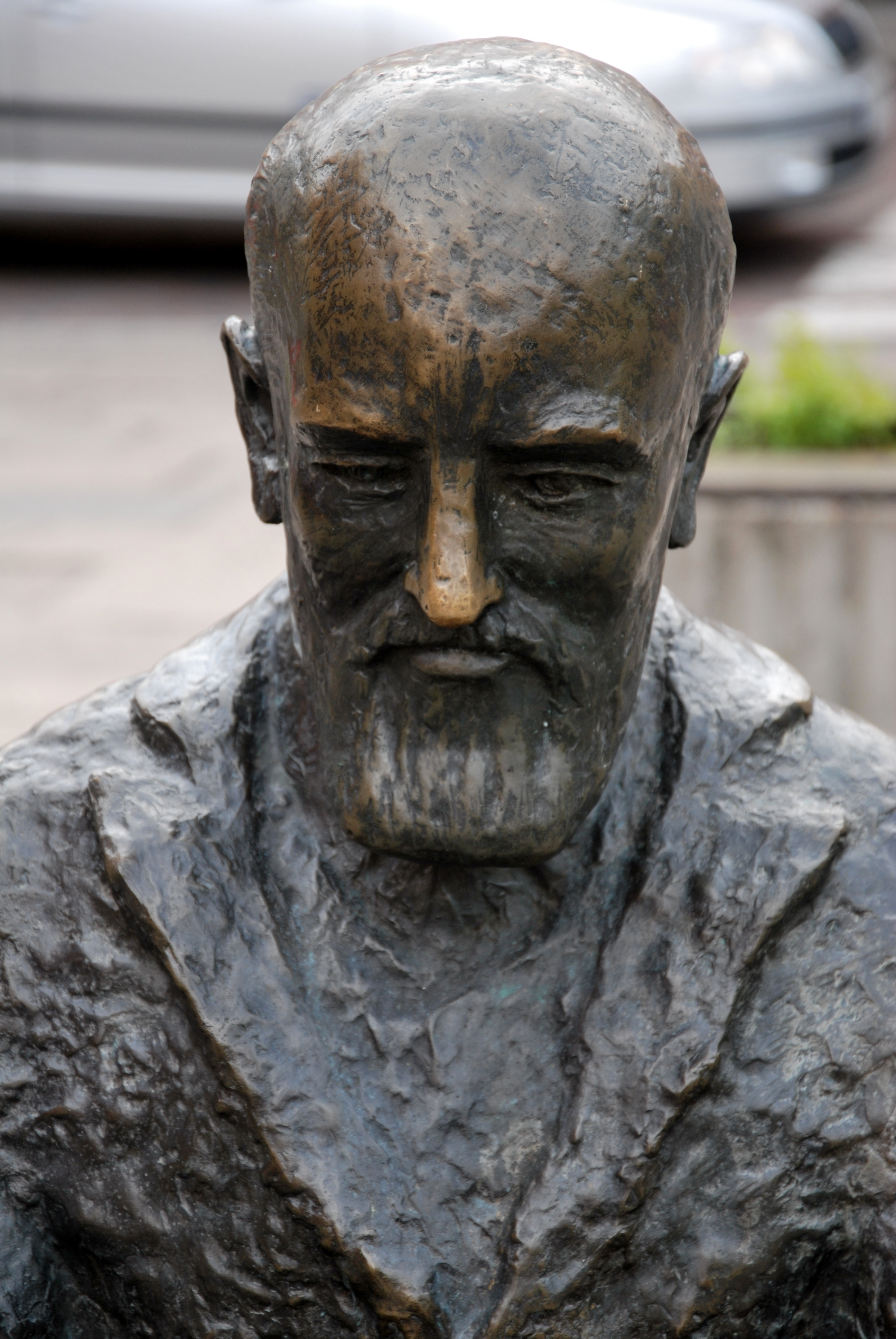
Izrael Poznański, pomnik Twórcy Łodzi Przemysłowej
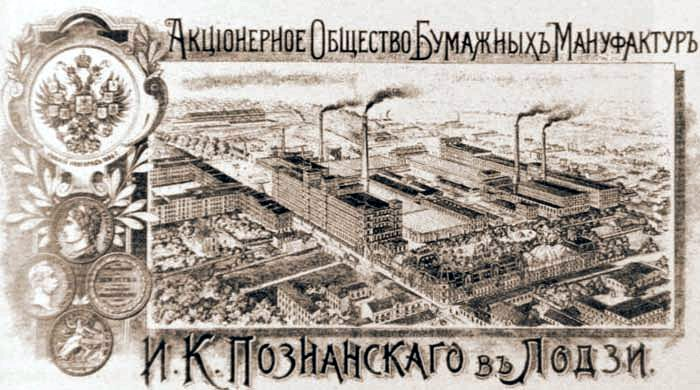
Ulotka reklamowa fabryki Poznańskiego
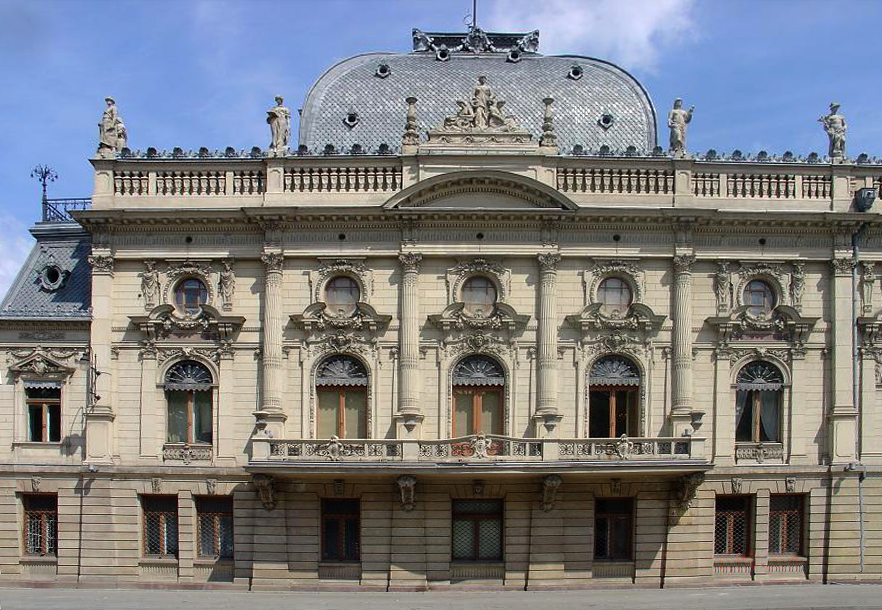
Pałac Izraela Poznańskiego – widok współczesny
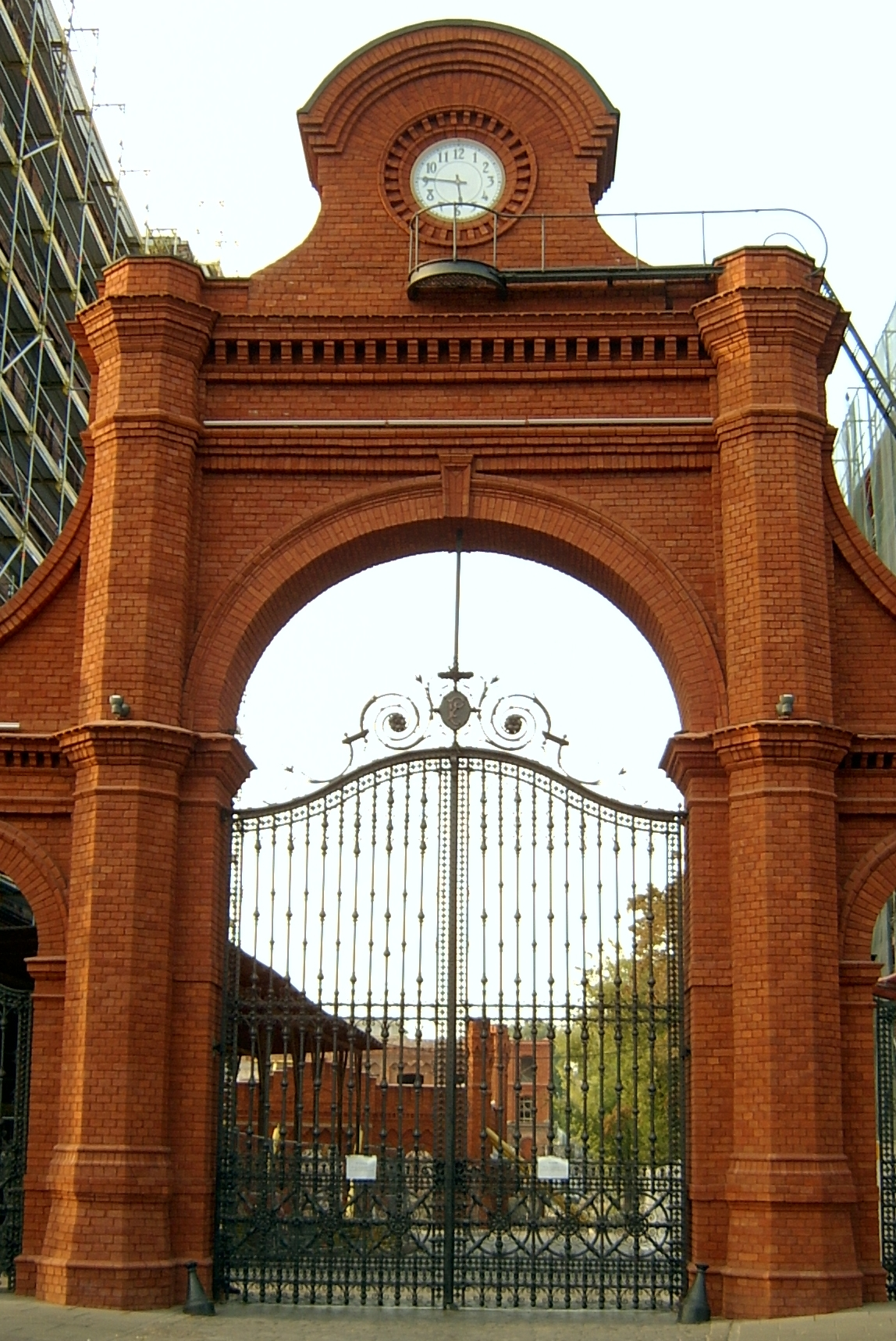
Główna, 4-tonowa brama do fabryki Izraela Poznańskiego, odtworzona w 2004 r. przez Jana Cygankiewicza
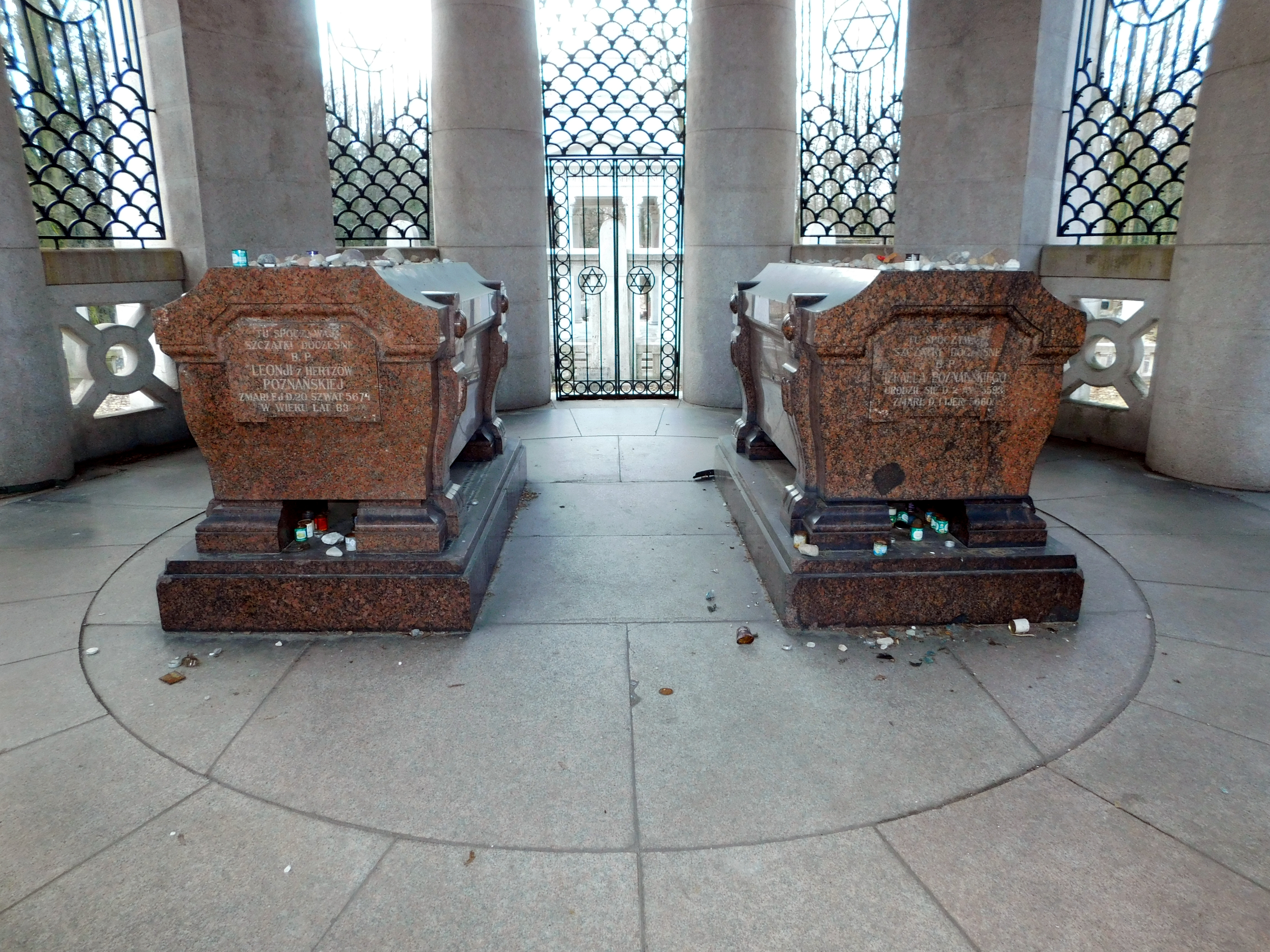
Sarkofagi Leonii i Izraela Poznańskich